# Lijst van voetbalinterlands Bangladesh - Sri Lanka
Deze lijst van voetbalinterlands is een overzicht van alle officiële voetbalinterlands tussen de nationale teams van Bangladesh en Sri Lanka. De landen hebben tot op heden twintig keer tegen elkaar gespeeld. De eerste ontmoeting, een vriendschappelijke wedstrijd, was op 14 september 1979 in Seoel (Zuid-Korea). Het laatste duel, eveneens een vriendschappelijke wedstrijd, vond plaats op 16 november 2021 in Colombo.

## Wedstrijden
| №  | Plaats     | Datum             | Competitie                  | Wedstrijd              | Uitslag |
| -- | ---------- | ----------------- | --------------------------- | ---------------------- | ------- |
| 1  | Seoel      | 14 september 1979 | Vriendschappelijk           | Bangladesh − Sri Lanka | 3 − 1   |
| 2  | Islamabad  | 21 oktober 1989   | Zuid-Aziatische Spelen 1989 | Bangladesh − Sri Lanka | 3 − 0   |
| 3  | Yokohama   | 13 april 1993     | WK 1994 kwalificatie        | Sri Lanka − Bangladesh | 0 − 1   |
| 4  | Dubai      | 7 mei 1993        | WK 1994 kwalificatie        | Bangladesh − Sri Lanka | 3 − 0   |
| 5  | Yangon     | 1 november 1995   | Vriendschappelijk           | Bangladesh − Sri Lanka | 1 − 0   |
| 6  | Madras     | 25 december 1995  | Zuid-Aziatische Spelen 1995 | Bangladesh − Sri Lanka | 1 − 1   |
| 7  | Kathmandu  | 29 september 1999 | Zuid-Aziatische Spelen 1999 | Bangladesh − Sri Lanka | 1 − 0   |
| 8  | Abu Dhabi  | 25 november 1999  | Azië Cup 2000 kwalificatie  | Sri Lanka − Bangladesh | 1 − 3   |
| 9  | Malé       | 7 mei 2000        | Vriendschappelijk           | Sri Lanka − Bangladesh | 1 −0    |
| 10 | Colombo    | 8 juni 2008       | Zuid-Azië Cup 2008          | Sri Lanka − Bangladesh | 1 − 0   |
| 11 | Dhaka      | 8 december 2009   | Zuid-Azië Cup 2009          | Bangladesh − Sri Lanka | 2 − 1   |
| 12 | Colombo    | 20 februari 2010  | AFC Challenge Cup 2010      | Sri Lanka − Bangladesh | 3 − 0   |
| 13 | Dhaka      | 24 oktober 2014   | Vriendschappelijk           | Bangladesh − Sri Lanka | 1 − 1   |
| 14 | Dhaka      | 27 oktober 2014   | Vriendschappelijk           | Bangladesh − Sri Lanka | 1 − 0   |
| 15 | Dhaka      | 2 februari 2015   | Vriendschappelijk           | Bangladesh − Sri Lanka | 1 − 0   |
| 16 | Jessore    | 8 januari 2016    | Vriendschappelijk           | Bangladesh − Sri Lanka | 4 − 2   |
| 17 | Nilphamari | 29 augustus 2018  | Vriendschappelijk           | Bangladesh − Sri Lanka | 0 − 1   |
| 18 | Dhaka      | 19 januari 2020   | Vriendschappelijk           | Bangladesh − Sri Lanka | 3 − 0   |
| 19 | Malé       | 1 oktober 2021    | Zuid-Azië Cup 2021          | Sri Lanka − Bangladesh | 0 − 1   |
| 20 | Colombo    | 16 november 2021  | Vriendschappelijk           | Sri Lanka − Bangladesh | 2 − 1   |

## Samenvatting
| Competitie             | Totaal gespeeld | Winst Bangladesh | Gelijk | Winst Sri Lanka | Doelsaldo Bangladesh – Sri Lanka |
| ---------------------- | --------------- | ---------------- | ------ | --------------- | -------------------------------- |
| WK-kwalificatie        | 2               | 2                | 0      | 0               | 4 − 0                            |
| Azië Cup-kwalificatie  | 1               | 1                | 0      | 0               | 3 − 1                            |
| AFC Challenge Cup      | 1               | 0                | 0      | 1               | 0 − 3                            |
| Zuid-Azië Cup          | 3               | 2                | 0      | 1               | 3 − 2                            |
| Zuid-Aziatische Spelen | 3               | 2                | 1      | 0               | 5 − 1                            |
| Vriendschappelijk      | 10              | 6                | 1      | 3               | 15 − 8                           |
| Totaal                 | 20              | 13               | 2      | 5               | 30 − 15                          |

Wedstrijden bepaald door strafschoppen worden, in lijn met de FIFA, als een gelijkspel gerekend.